# Chevalric Ziener
Kroonprins Chevalric Ziener van de Zes Hertogdommen, later Prins Chevalric van de Zes Hertogdommen, is een personage uit de boeken van Robin Hobb. Hoewel hij niet als persoon voorkomt in het boek, zorgt zijn verleden voor de belangrijkste gebeurtenissen in het verhaal. Hij is namelijk de verwekker van bastaardzoon FitzChevalric Ziener, de hoofdpersoon en verteller in De boeken van de Zieners, De boeken van de Nar en de boeken van Fitz en de Nar. Hij verwekte hem bij een vrouw uit het Bergrijk terwijl hij was getrouwd met Vrouwe Patience.
Chevalric is de oudste zoon van Koning Vlijm Ziener en Koningin Constance Ziener, en daarmee kroonprins van de Zes Hertogdommen. Hij is, uit liefde, getrouwd met Vrouwe Patience, een excentrieke vrouw van lage adel. Zijn beste man was Burrich, een wilde soldaat die hij temde en hem tot zijn eigen beste vriend en stalmeester maakte. Nadat het bestaan van FitzChevalric, de bastaardzoon van de kroonprins, bekend werd, doet hij afstand van de troon. Hij trekt zich samen met Vrouw Patience terug en laat Burrich achter met de taak zijn zoon groot te brengen. Niet lang daarna overlijdt hij echter; officieel door een val van zijn paard, maar in werkelijkheid door vergiftiging. Zijn weduwe, Patience, trekt dan weer in bij het hof in de Hertenhorst.

## Geschiedenis
|  |  | Onbekende vrouw, soldaat       | Onbekende vrouw, soldaat       | Onbekende vrouw, soldaat       | Onbekende vrouw, soldaat       | Onbekende vrouw, soldaat       | Onbekende vrouw, soldaat       |                      |                      |                        |                        |                        |                        |                        |                        |           |           |                     |                     |                     |                     |                     |                     |  |  |                       |                       |                            |                            | Koning Bounty Ziener       | Koning Bounty Ziener       | Koning Bounty Ziener       | Koning Bounty Ziener       | Koning Bounty Ziener        | Koning Bounty Ziener        |                             |                             |                             |                             |                      |                      |                      |                      |                             |                             | De vrouw van Koning Bounty  | De vrouw van Koning Bounty  | De vrouw van Koning Bounty  | De vrouw van Koning Bounty  | De vrouw van Koning Bounty | De vrouw van Koning Bounty |          |          |              |              |              |              |              |              |  |  |  |  |  |  |  |  |  |  |  |  |  |  |  |  |
|  |  | Onbekende vrouw, soldaat       | Onbekende vrouw, soldaat       | Onbekende vrouw, soldaat       | Onbekende vrouw, soldaat       | Onbekende vrouw, soldaat       | Onbekende vrouw, soldaat       |                      |                      |                        |                        |                        |                        |                        |                        |           |           |                     |                     |                     |                     |                     |                     |  |  |                       |                       |                            |                            | Koning Bounty Ziener       | Koning Bounty Ziener       | Koning Bounty Ziener       | Koning Bounty Ziener       | Koning Bounty Ziener        | Koning Bounty Ziener        |                             |                             |                             |                             |                      |                      |                      |                      |                             |                             | De vrouw van Koning Bounty  | De vrouw van Koning Bounty  | De vrouw van Koning Bounty  | De vrouw van Koning Bounty  | De vrouw van Koning Bounty | De vrouw van Koning Bounty |          |          |              |              |              |              |              |              |  |  |  |  |  |  |  |  |  |  |  |  |  |  |  |  |
|  |  |                                |                                |                                |                                |                                |                                |                      |                      |                        |                        |                        |                        |                        |                        |           |           |                     |                     |                     |                     |                     |                     |  |  |                       |                       |                            |                            |                            |                            |                            |                            |                             |                             |                             |                             |                             |                             |                      |                      |                      |                      |                             |                             |                             |                             |                             |                             |                            |                            |          |          |              |              |              |              |              |              |  |  |  |  |  |  |  |  |  |  |  |  |  |  |  |  |
|  |  |                                |                                |                                |                                |                                |                                |                      |                      |                        |                        |                        |                        |                        |                        |           |           |                     |                     |                     |                     |                     |                     |  |  |                       |                       |                            |                            |                            |                            |                            |                            |                             |                             |                             |                             |                             |                             |                      |                      |                      |                      |                             |                             |                             |                             |                             |                             |                            |                            |          |          |              |              |              |              |              |              |  |  |  |  |  |  |  |  |  |  |  |  |  |  |  |  |
|  |  |                                |                                |                                |                                | Chade Valster                  | Chade Valster                  | Chade Valster        | Chade Valster        | Chade Valster          | Chade Valster          |                        |                        |                        |                        | Constance | Constance | Constance           | Constance           | Constance           | Constance           |                     |                     |  |  |                       |                       |                            |                            | Koning Vlijm Ziener        | Koning Vlijm Ziener        | Koning Vlijm Ziener        | Koning Vlijm Ziener        | Koning Vlijm Ziener         | Koning Vlijm Ziener         |                             |                             |                             |                             |                      |                      |                      |                      |                             |                             | Désirée                     | Désirée                     | Désirée                     | Désirée                     | Désirée                    | Désirée                    |          |          | Merry Ziener | Merry Ziener | Merry Ziener | Merry Ziener | Merry Ziener | Merry Ziener |  |  |  |  |  |  |  |  |  |  |  |  |  |  |  |  |
|  |  |                                |                                |                                |                                | Chade Valster                  | Chade Valster                  | Chade Valster        | Chade Valster        | Chade Valster          | Chade Valster          |                        |                        |                        |                        | Constance | Constance | Constance           | Constance           | Constance           | Constance           |                     |                     |  |  |                       |                       |                            |                            | Koning Vlijm Ziener        | Koning Vlijm Ziener        | Koning Vlijm Ziener        | Koning Vlijm Ziener        | Koning Vlijm Ziener         | Koning Vlijm Ziener         |                             |                             |                             |                             |                      |                      |                      |                      |                             |                             | Désirée                     | Désirée                     | Désirée                     | Désirée                     | Désirée                    | Désirée                    |          |          | Merry Ziener | Merry Ziener | Merry Ziener | Merry Ziener | Merry Ziener | Merry Ziener |  |  |  |  |  |  |  |  |  |  |  |  |  |  |  |  |
|  |  |                                |                                |                                |                                |                                |                                |                      |                      |                        |                        |                        |                        |                        |                        |           |           |                     |                     |                     |                     |                     |                     |  |  |                       |                       |                            |                            |                            |                            |                            |                            |                             |                             |                             |                             |                             |                             |                      |                      |                      |                      |                             |                             |                             |                             |                             |                             |                            |                            |          |          |              |              |              |              |              |              |  |  |  |  |  |  |  |  |  |  |  |  |  |  |  |  |
|  |  |                                |                                |                                |                                |                                |                                |                      |                      |                        |                        |                        |                        |                        |                        |           |           |                     |                     |                     |                     |                     |                     |  |  |                       |                       |                            |                            |                            |                            |                            |                            |                             |                             |                             |                             |                             |                             |                      |                      |                      |                      |                             |                             |                             |                             |                             |                             |                            |                            |          |          |              |              |              |              |              |              |  |  |  |  |  |  |  |  |  |  |  |  |  |  |  |  |
|  |  | Bergvrouw                      | Bergvrouw                      | Bergvrouw                      | Bergvrouw                      | Bergvrouw                      | Bergvrouw                      |                      |                      | Prins Chevalric Ziener | Prins Chevalric Ziener | Prins Chevalric Ziener | Prins Chevalric Ziener | Prins Chevalric Ziener | Prins Chevalric Ziener |           |           | Vrouwe Patience     | Vrouwe Patience     | Vrouwe Patience     | Vrouwe Patience     | Vrouwe Patience     | Vrouwe Patience     |  |  | Koning Veritas Ziener | Koning Veritas Ziener | Koning Veritas Ziener      | Koning Veritas Ziener      | Koning Veritas Ziener      | Koning Veritas Ziener      |                            |                            | Kettricken van het Bergrijk | Kettricken van het Bergrijk | Kettricken van het Bergrijk | Kettricken van het Bergrijk | Kettricken van het Bergrijk | Kettricken van het Bergrijk |                      |                      | Koning Regaal Ziener | Koning Regaal Ziener | Koning Regaal Ziener        | Koning Regaal Ziener        | Koning Regaal Ziener        | Koning Regaal Ziener        |                             |                             |                            |                            | Augustus | Augustus | Augustus     | Augustus     | Augustus     | Augustus     |              |              |  |  |  |  |  |  |  |  |  |  |  |  |  |  |  |  |
|  |  | Bergvrouw                      | Bergvrouw                      | Bergvrouw                      | Bergvrouw                      | Bergvrouw                      | Bergvrouw                      |                      |                      | Prins Chevalric Ziener | Prins Chevalric Ziener | Prins Chevalric Ziener | Prins Chevalric Ziener | Prins Chevalric Ziener | Prins Chevalric Ziener |           |           | Vrouwe Patience     | Vrouwe Patience     | Vrouwe Patience     | Vrouwe Patience     | Vrouwe Patience     | Vrouwe Patience     |  |  | Koning Veritas Ziener | Koning Veritas Ziener | Koning Veritas Ziener      | Koning Veritas Ziener      | Koning Veritas Ziener      | Koning Veritas Ziener      |                            |                            | Kettricken van het Bergrijk | Kettricken van het Bergrijk | Kettricken van het Bergrijk | Kettricken van het Bergrijk | Kettricken van het Bergrijk | Kettricken van het Bergrijk |                      |                      | Koning Regaal Ziener | Koning Regaal Ziener | Koning Regaal Ziener        | Koning Regaal Ziener        | Koning Regaal Ziener        | Koning Regaal Ziener        |                             |                             |                            |                            | Augustus | Augustus | Augustus     | Augustus     | Augustus     | Augustus     |              |              |  |  |  |  |  |  |  |  |  |  |  |  |  |  |  |  |
|  |  |                                |                                |                                |                                |                                |                                |                      |                      |                        |                        |                        |                        |                        |                        |           |           |                     |                     |                     |                     |                     |                     |  |  |                       |                       |                            |                            |                            |                            |                            |                            |                             |                             |                             |                             |                             |                             |                      |                      |                      |                      |                             |                             |                             |                             |                             |                             |                            |                            |          |          |              |              |              |              |              |              |  |  |  |  |  |  |  |  |  |  |  |  |  |  |  |  |
|  |  |                                |                                |                                |                                |                                |                                |                      |                      |                        |                        |                        |                        |                        |                        |           |           |                     |                     |                     |                     |                     |                     |  |  |                       |                       |                            |                            |                            |                            |                            |                            |                             |                             |                             |                             |                             |                             |                      |                      |                      |                      |                             |                             |                             |                             |                             |                             |                            |                            |          |          |              |              |              |              |              |              |  |  |  |  |  |  |  |  |  |  |  |  |  |  |  |  |
|  |  |                                |                                |                                |                                | FitzChevalric Ziener           | FitzChevalric Ziener           | FitzChevalric Ziener | FitzChevalric Ziener | FitzChevalric Ziener   | FitzChevalric Ziener   |                        |                        |                        |                        |           |           | Mollie Kaarsenmaker | Mollie Kaarsenmaker | Mollie Kaarsenmaker | Mollie Kaarsenmaker | Mollie Kaarsenmaker | Mollie Kaarsenmaker |  |  |                       |                       | Offer Ziener (doodgeboren) | Offer Ziener (doodgeboren) | Offer Ziener (doodgeboren) | Offer Ziener (doodgeboren) | Offer Ziener (doodgeboren) | Offer Ziener (doodgeboren) |                             |                             | Koning Plicht Ziener        | Koning Plicht Ziener        | Koning Plicht Ziener        | Koning Plicht Ziener        | Koning Plicht Ziener | Koning Plicht Ziener |                      |                      | Narkieza Elliana Zwartwater | Narkieza Elliana Zwartwater | Narkieza Elliana Zwartwater | Narkieza Elliana Zwartwater | Narkieza Elliana Zwartwater | Narkieza Elliana Zwartwater |                            |                            |          |          |              |              |              |              |              |              |  |  |  |  |  |  |  |  |  |  |  |  |  |  |  |  |
|  |  |                                |                                |                                |                                | FitzChevalric Ziener           | FitzChevalric Ziener           | FitzChevalric Ziener | FitzChevalric Ziener | FitzChevalric Ziener   | FitzChevalric Ziener   |                        |                        |                        |                        |           |           | Mollie Kaarsenmaker | Mollie Kaarsenmaker | Mollie Kaarsenmaker | Mollie Kaarsenmaker | Mollie Kaarsenmaker | Mollie Kaarsenmaker |  |  |                       |                       | Offer Ziener (doodgeboren) | Offer Ziener (doodgeboren) | Offer Ziener (doodgeboren) | Offer Ziener (doodgeboren) | Offer Ziener (doodgeboren) | Offer Ziener (doodgeboren) |                             |                             | Koning Plicht Ziener        | Koning Plicht Ziener        | Koning Plicht Ziener        | Koning Plicht Ziener        | Koning Plicht Ziener | Koning Plicht Ziener |                      |                      | Narkieza Elliana Zwartwater | Narkieza Elliana Zwartwater | Narkieza Elliana Zwartwater | Narkieza Elliana Zwartwater | Narkieza Elliana Zwartwater | Narkieza Elliana Zwartwater |                            |                            |          |          |              |              |              |              |              |              |  |  |  |  |  |  |  |  |  |  |  |  |  |  |  |  |
|  |  |                                |                                |                                |                                |                                |                                |                      |                      |                        |                        |                        |                        |                        |                        |           |           |                     |                     |                     |                     |                     |                     |  |  |                       |                       |                            |                            |                            |                            |                            |                            |                             |                             |                             |                             |                             |                             |                      |                      |                      |                      |                             |                             |                             |                             |                             |                             |                            |                            |          |          |              |              |              |              |              |              |  |  |  |  |  |  |  |  |  |  |  |  |  |  |  |  |
|  |  |                                |                                |                                |                                |                                |                                |                      |                      |                        |                        |                        |                        |                        |                        |           |           |                     |                     |                     |                     |                     |                     |  |  |                       |                       |                            |                            |                            |                            |                            |                            |                             |                             |                             |                             |                             |                             |                      |                      |                      |                      |                             |                             |                             |                             |                             |                             |                            |                            |          |          |              |              |              |              |              |              |  |  |  |  |  |  |  |  |  |  |  |  |  |  |  |  |
|  |  | Pé de Minstreel (geaddopteerd) | Pé de Minstreel (geaddopteerd) | Pé de Minstreel (geaddopteerd) | Pé de Minstreel (geaddopteerd) | Pé de Minstreel (geaddopteerd) | Pé de Minstreel (geaddopteerd) |                      |                      | Netel Ziener           | Netel Ziener           | Netel Ziener           | Netel Ziener           | Netel Ziener           | Netel Ziener           |           |           | Bij Ziener          | Bij Ziener          | Bij Ziener          | Bij Ziener          | Bij Ziener          | Bij Ziener          |  |  |                       |                       |                            |                            |                            |                            |                            |                            |                             |                             |                             |                             |                             |                             | Prins Prosper Ziener | Prins Prosper Ziener | Prins Prosper Ziener | Prins Prosper Ziener | Prins Prosper Ziener        | Prins Prosper Ziener        |                             |                             |                             |                             |                            |                            |          |          |              |              |              |              |              |              |  |  |  |  |  |  |  |  |  |  |  |  |  |  |  |  |

Aan het begin van De boeken van de Zieners is Chevalric nog in leven. Hij ontmoet zijn enige zoon echter nooit. Nadat zijn bestaan bekend wordt rijdt hij naar de Hertenhorst en doet hij officieel afstand van de troon. Dit deed hij om hen beiden te beschermen; FitzChevalric zou als bastaard immers nooit aanspraak kunnen maken op de troon of de titel van prins.

Zijn uiterlijk wordt beschreven als bijna exact hetzelfde van zijn zoon; om die reden viel het niet te ontkennen dat Fitz zijn zoon was. Zijn jongere broer, Veritas, herkende zijn broer meteen terug in zijn neefje, en zijn weduwe Patience schrok toen ze Fitz voor het eerst zag. Hij had bruin haar en donkere ogen, en had veel diplomatieke kennis.

In zijn jeugd is hij goed bevriend met zijn jongere broer Veritas. Chevalric maakt hem zelfs deelgenoot van het geheim van het bestaan van Chade Valster, de bastaard van zijn grootvader Koning Bounty Ziener en dus halfbroer van zijn vader koning Vlijm, die tevens een geduchte moordenaar is. Chade zou later de leermeester van zijn zoon Fitz worden.

Hij sterft niet lang nadat hij zich terugtrekt van zijn koninklijke plichten en met Vrouwe Patience in het Wilde Woud gaat wonen. Volgens geruchten werd hij gedood door aanhangers van zijn halfbroer Regaal.

## Karakter
In tegenstelling tot Veritas, die een soldaat was, en Regaal, die een verwende prins was, was Chevalric een ware diplomaticus. Hij had een groot charismatisch vermogen en wist goed te onderhandelen. Hij bleek over een groot te hart te beschikken toen hij wildeman Burrich onder zijn vleugels nam en hem zijn beste man maakte.

Hoewel Vrouwe Patience in eerste instantie voor Burrich viel, moet híj haar afwijzen; hij was een gezworen man aan de kroonprins, en wist tevens dat Chevalric gevoelens voor haar had. Chevalric veroverde uiteindelijk het hart van Patience, maar Patience bleef Burrich verachten. Ze praatte Chevalric om om Burrich in de koninklijke Hertenhorst te laten en niet mee te nemen naar hun nieuwe vertrek in het Woeste Woud.
Burrich hield zich aan zijn belofte aan zijn meester en voedde Fitz op tot een goede man, hoewel koningin Vlijm andere bedoelingen met hem had. Nadat Fitz dood werd gewaand door de rest van de mensen, maar voortleefde dankzij zijn wolf Nachtogen, ontfermde Burrich zich over de zwangere vriendin van Fitz, Mollie Kaarsenmaker. Hij voedde hun dochter Netel op als zijn dochter. Daarnaast krijgen hij en Mollie nog zes kinderen; Stavast, Haard en Eerlijk en de tweeling Vlug en Vlot. Hun oudste zoon vernoemen ze echter naar de prins; Chevalric. Na de dood van Burrich trouwt Fitz met Mollie, en gaan ze met Patience en hun kinderen in het Woeste Woud wonen.